# Suillus tomentosus
Suillus tomentosus är en svampart som först beskrevs av Calvin Henry Kauffman, och fick sitt nu gällande namn av Rolf Singer 1960. Suillus tomentosus ingår i släktet Suillus och familjen Suillaceae.   Inga underarter finns listade i Catalogue of Life.

## Källor

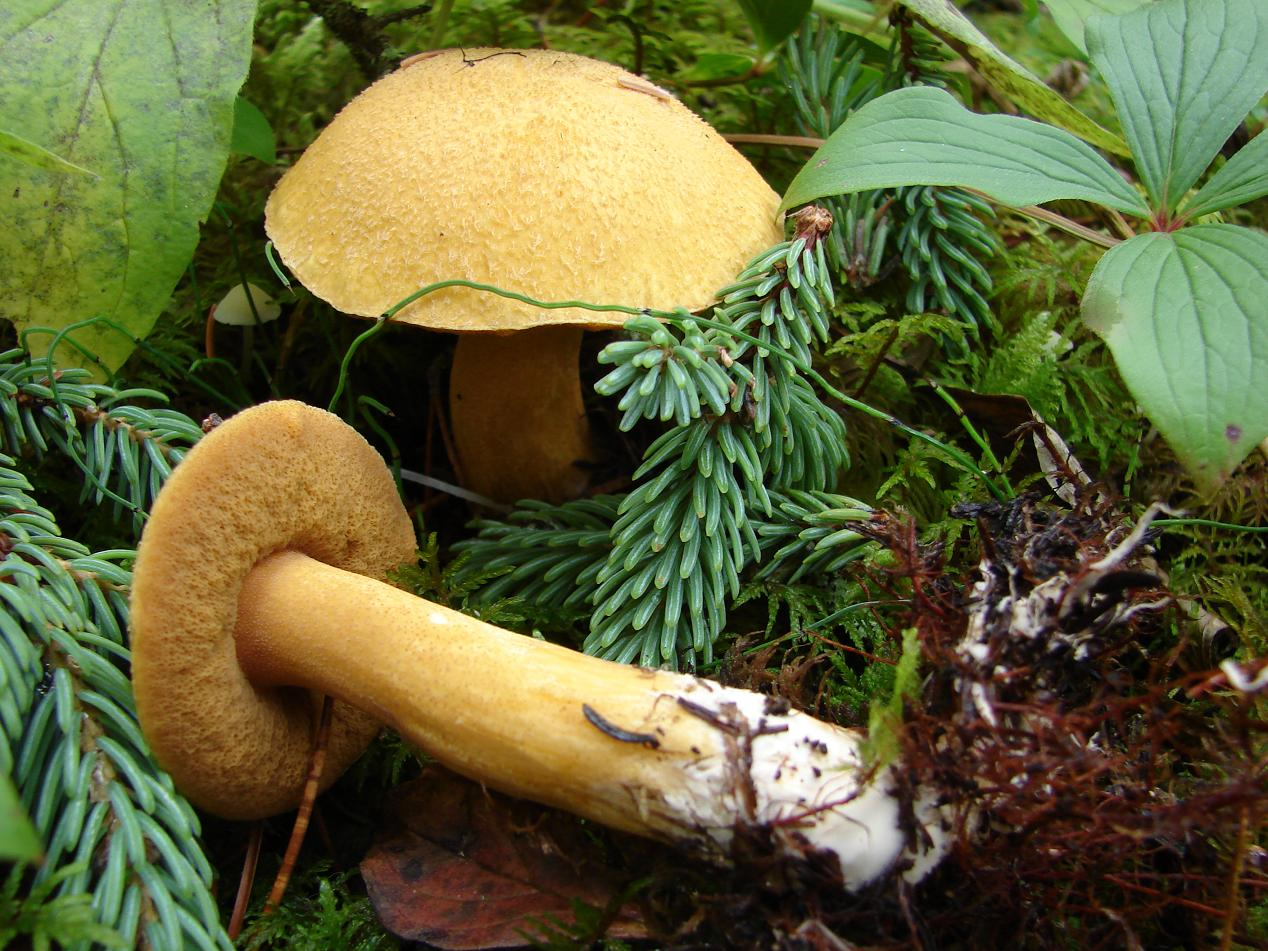
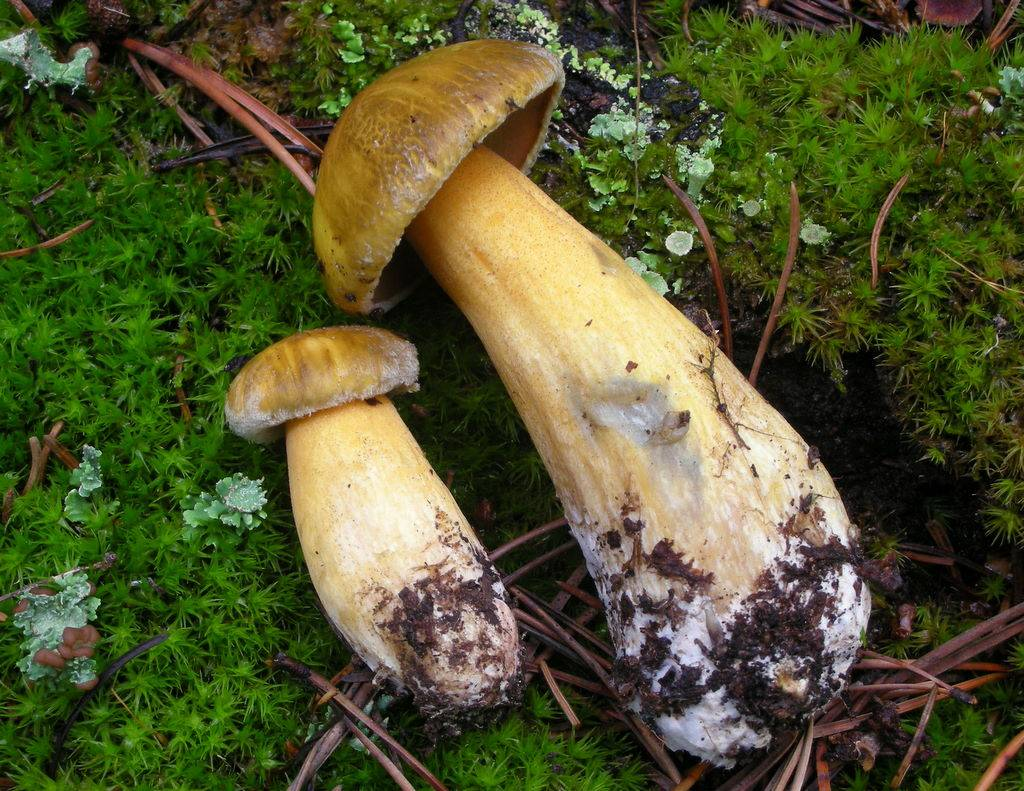